# Ksar Flililou Tahinoust
Ksar Flililou Tahinoust (en arabe : قصر فليليلو تاهينسوت) est un village fortifié dans la province de Midelt, région de Draa-Tafilalet au Maroc.